# Pestens tid
Den här artikeln handlar om boken. För filmatiseringen, se Pestens tid (TV-serie).
Pestens tid (Engelska The Stand) är en roman från 1978 av Stephen King. Den kom ut i svensk översättning 1988.

## Handling
Ett militärt experiment som ska framställa nya biologiska stridsmedel går snett och ett mycket aggressivt virus börjar sprida sig. Hela världen smittas av det dödliga viruset som på den amerikanska västkusten får namnet Captain Tripps. Bara några tusen människor överlever. Hälften av dem dras till en gammal kvinna, 108-åriga Abagail Fremantle. Hon tar hand om dem och tillsammans bygger de upp ett nytt samhälle i Boulder, Colorado. Den andra hälften dras till "Den svarte mannen", Randall Flagg, som befinner sig i Las Vegas, Nevada. Han står för det onda och tillsammans med några enskilda hos de goda laddar han för att förstöra de goda. Striden är oundviklig.

## Om boken
- 1990 släppte King en ny utgåva av Pestens tid där han omarbetat vissa delar och återställt ett antal hundra sidor som inte fick vara med i 1978 års publicering. Persongalleriet är fördjupat och utökat, USA:s förfall och undergång i Captain Tripps beskrivs utförligare.
- King omnämner även Captain Tripps i serien Det mörka tornet. En karaktär i TV-serien Golden Years kallas även Captain Tripps.
- Huvudantagonisten i romanen, Randall Flagg, förekommer i flera andra av Kings verk, däribland Drakens Ögon.
- Abagail Freemantle, magnetpolen för de goda, nämner vid ett tillfälle att hon minns en trevlig dammsugarförsäljare vid namn Donald King – detta är en referens till Stephen Kings egen far, Donald King, som var en rumlare och kvinnokarl.